# Ctenotus quattuordecimlineatus
Ctenotus quattuordecimlineatus este o specie de șopârle din genul Ctenotus, familia Scincidae, descrisă de Sternfeld 1919. Conform Catalogue of Life specia Ctenotus quattuordecimlineatus nu are subspecii cunoscute.